# Lista socken
Lista socken i Södermanland ingick i Västerrekarne härad, ingår sedan 1971 i Eskilstuna kommun och motsvarar från 2016 Lista distrikt.
Socknens areal är 45,42 kvadratkilometer, varav 45,28 land. År 2000 fanns här 631 invånare.  Sockenkyrkan Lista kyrka ligger i socknen.  

## Administrativ historik
Lista socken har medeltida ursprung.  
Vid kommunreformen 1862 övergick socknens ansvar för de kyrkliga frågorna till Lista församling och för de borgerliga frågorna till Lista landskommun. Landskommunen inkorporerades 1952 i Västra Rekarne landskommun som 1971 uppgick i Eskilstuna kommun. Församlingen uppgick 2002 i Västra Rekarne församling.
1 januari 2016 inrättades distriktet Lista, med samma omfattning som församlingen hade 1999/2000.
Socknen har tillhört län, fögderier, tingslag och domsagor enligt vad som beskrivs i artikeln Västerrekarne härad.  De indelta soldaterna tillhörde Södermanlands regemente, Väster Rekarne kompani.

## Geografi
Lista socken ligger norr om Hjälmarens östligaste vik. Socknen är en slättbygd med skogsbygd i norr.

## Fornlämningar
Från bronsåldern finns spridda gravrösen och skärvstenshögar. Från järnåldern finns 14 gravfält och två fornborgar. Tre runristningar har påträffats.

## Namnet
Namnet (1314 Liästum) kommer från kyrkbyn och har efterleden sta(d), 'ställe'. Förleden kan innehålla lie, syftande på jämn och stenfri mark som  passar att slås med lie.